# Selja (Kehtna)
Selja – wieś w Estonii, prowincji Rapla, w gminie Kehtna.